# Taraldstjärnet
Taraldstjärnet är en sjö i Tanums kommun i Bohuslän och ingår i Enningdalsälvens huvudavrinningsområde. Sjön är 8,5 meter djup, har en yta på 0,2 kvadratkilometer och befinner sig 141 meter över havet. Vid provfiske har abborre, gädda, mört och sik fångats i sjön.